# PEPPERLAND ORANGE
PEPPERLAND ORANGE（ペパーランド オレンジ）は二人組の音楽グループ。

## メンバー
- 佐久間誠（ボーカル・ギター）

活動休止後、水嶋凜の配信曲「サクラノカケラ」、NHK「みんなのうた」他のアーティストなどへの楽曲提供を行い、ケイダッシュグループのBrand-New Musicに所属。
- 田中一知（ボーカル・ギター）

活動休止後、音楽家からスタッフに転向、2005年〜2019年の無期限活動休止まで、西野カナのマネージメントを行っていた。

## 来歴
1998年、ファンハウスからメジャー・デビュー。2ndシングル「夏の魔法」が大塚製薬「ポカリスエット」12代目CMソングに使用され、スマッシュ・ヒットを飛ばすが、翌1999年に活動休止。

## タイアップ一覧
| 使用年 | 曲名                                   | タイアップ                                                 |
| ------ | -------------------------------------- | ---------------------------------------------------------- |
| 1998年 | 夏の魔法                               | 大塚製薬「ポカリスエット」'98夏CMソング                    |
| 1998年 | ビニールハウス                         | TBS系『COUNT DOWN TV』1998年10月度エンディングテーマ       |
| 1998年 | 夏の終わりに（シングル・ヴァージョン） | キヤノン「NEW EOS Kiss」CMソング                           |
| 1999年 | いつか会えたら                         | TBS系『キャイ〜ン・寛平の女神のハート!』オープニングテーマ |